# Alonso Rodríguez
Alonso Rodríguez (mort en 1513), également appelé Alfonso Rodríguez dans certains textes, est un des principaux architectes espagnols du début du XVIe siècle.

## Réalisations

### Province deSéville

#### Séville
Son travail à la cathédrale de Séville est documenté à partir de l'année 1496. Il y a servi comme « Maître d’œuvre » de 1498 jusqu'en 1512 lorsqu'il a été congédié après l'effondrement du dôme le 28 décembre 1511, en raison de ce qu'on a appelé le « Tremblement de terre de Carmona » en 1504. Il avait fini ce dôme avec l'aide du gréeur Gonzalo de Rozas le 6 octobre 1506, après que les travaux en dehors de la cathédrale furent terminés.
Simon de Cologne, ancien maître de la cathédrale de 1495 et 1498 avait conçu ce dôme qui fut reconstruit par Juan Gil Hontañón avec une hauteur nettement moindre après l'effondrement de 1511.
Alonso Rodríguez est également crédité de la construction d'une autre de ses églises gothiques à Séville, l'église Saint-Martin (es).

#### Carmona
On pense qu'il prit part à la construction de l'église gothique Notre-Dame-de-l'Assomption (es) de Carmona dans la province de Séville.

#### Alcalá de Guadaíra
Il participa à la conception et à la construction de l'église de Santiago à Alcalá de Guadaíra.

### Province de Cadix
En 1486, Alonso Rodriguez était chargé des travaux de l'église du prieuré d'El Puerto de Santa María (es) dans la province de Cadix. Il est crédité de la façade gothique des pieds, l'un des rares vestiges de l'édifice original dont la majeure partie fut détruite en 1636, puis reconstruite sous la direction d'Anton Martin Calafate.
On lui attribue également les plans de la basilique Notre-Dame-de-l'Assomption (es) d'Arcos de la Frontera, un chantier commencé en 1520 avec Juan Gil de Hontañón d'une église de style gothique tardif avec trois nefs d'égale hauteur, très semblable à la cathédrale de Séville.
En 1509, il fit un rapport sur le Puente Zuazo (es) de la ville, à présent « Isla de León San Fernando », avec les prises de mesures et le coût de la réparation.

### En dehors de l'Andalousie
Il fut convoqué cette même année (1509) par le roi Ferdinand II d'Aragon selon un décret royal en date du Valladolid pour choisir le site et donner des indications pour la Nouvelle Cathédrale de Salamanque en collaboration avec Antón Egas, alors maître d’œuvre général des travaux de la cathédrale Sainte-Marie de Tolède. Ils livrèrent leur rapport avec leurs recommandations à la Mairie de Salamanque en mai 1510.
Il réalisa également les plans de la première cathédrale des Amériques, Notre-Dame-de-l'Incarnation de Saint-Domingue, dont la première pierre fut posée le 26 mars 1514, soit plusieurs mois après sa mort.

## Sources
- Arquitectura gótica, mudéjar e hispanomusulmana, dans : Historia de la Arquitectura Española. Volumen 2. Editorial Planeta. Año 1985 ;

- (es) Cet article est partiellement ou en totalité issu de l’article de Wikipédia en espagnol intitulé « Alonso Rodríguez (arquitecto) » (voir la liste des auteurs).